# The UFO Incident
The UFO Incident è un film televisivo del 1975 diretto da Richard A. Colla e tratto dal libro The Interrupted Journey di John G. Fuller, che parla dei Coniugi Hill, sedicenti rapiti dagli alieni.

## Trama
Ritornati a casa dopo una vacanza in Canada, i coniugi Barney e Betty Hill iniziano ad accusare diversi disturbi fisici e ad avere incubi spaventosi. Recatisi dal dottor Benjamin Simon per scoprire cosa stava loro succedendo, attraverso alcune sedute di ipnosi regressiva i due coniugi scoprono che la sera del 19 dicembre 1961, mentre stavano attraversando le White Mountains per far ritorno a casa, furono rapiti dagli alieni.